# ISO 3166-2:JE
ISO 3166-2:JE是國際標準化組織定義澤西島各行政區的代碼，屬於ISO 3166-2的子集。
澤西島是英國皇家屬地，但不屬於英國的海外領土。在2007年國際標準化組織將澤西島由定義英國的代碼ISO 3166-2:GB中分出，在此之前澤西島在ISO 3166-2:GB中的代碼為GB-JSY。
目前ISO 3166-2:JE為空白代碼，其中並未收錄任何代碼。

## 更新
| 日期/版本  | 更新內容   |
| ---------- | ---------- |
| 2007-04-17 | 新增此地區 |